# 澤井杏奈
澤井杏奈（日语：／／ Sawai Anna，1992年6月11日—），日本演員與歌手。她出生於紐西蘭，並在10歲隨家人回流日本，兩年後（2004年）即領銜主演日本電視台出品之舞台劇《安妮》的同名女主角。2009年，澤井在詹姆斯·麦克特格的《忍者刺客》中首次以好萊塢演員身份出道。
在2013至2018年間，澤井以女子音乐组合FAKY隊長的身份嶄露頭角。她退團後重返演藝界，並分別在2018及2019年參演日本懸疑電視劇《藍與我》與英國犯罪懸疑劇《義理/恥》。在動作片《玩命關頭9》（2021）和Apple TV+電視劇《柏青哥》（2022–現在）中飾演的角色為其打響名號後，澤井再因主演怪獸宇宙網路劇《君主計畫：神祕組織與怪獸之謎》（2023–現在）和历史剧《幕府將軍》（2024–現在）而獲得進一步認可，其中更憑後者的戶田鞠子（瑪利亞夫人）一角贏得黃金時段艾美獎最佳劇情類影集女主角，成為首位獲得黃金時段艾美獎的日本女演員，兼首位榮獲該獎演員類獎項桂冠的亞裔，此後也陸續獲得金球獎劇情類劇集最佳女主角及美國演員工會獎劇情類影集最佳女演員。

## 早年和個人生活
澤井杏奈在1992年6月11日出生於紐西蘭威靈頓，父母皆為日本人，母親是位鋼琴老師，父親則在一電子產品公司內工作，還有一位曾是香港芭蕾舞團群舞領舞員的姐姐玲奈。澤井三歲開始在母親的教導下學習鋼琴和唱歌，並因父親工作的關係而在童年時輾轉在紐西蘭、香港和菲律賓生活，直至其10歲時才隨家人一起回流日本，落地橫濱。
澤井能操流利的英語和日語，現定居於東京。

## 生涯

### 早年演藝生涯與FAKY（2004–2018）
2004年，時年14歲的澤井杏奈在東京公演，並在日本電視台同步播映的舞台劇《安妮》中擔當女主角，開始其演藝生涯。她在兩年後通過娛樂綜合企業愛貝克思集團的試鏡，獲得一紙經紀人合同與在公司內部的音樂舞蹈訓練營接受培訓。隨後澤井陸續在TBS電視台劇集《愛之歌》（2007）中飾演小角色，並在2009年於詹姆斯·麦克特格的武術電影《忍者刺客》中出演配角——叛逆的年輕忍者霧子，為其個人首次好萊塢亮相。
澤井升讀高中後繼續接受聲樂和舞蹈課程，並在畢業後考入上智大學。在大學就讀期間的2012年3月，她與唱片公司Avex Trax簽約，更獲邀在隔月於東京巨蛋舉行的2012年美國職棒大聯盟球季開幕戰中擔任美國國歌獨唱。澤井在同年4月成為愛克貝思新組女團ARA成員之一，開始其歌手生涯。七個月後，ARA發行她們首張也是最後一張的單曲〈Make My Dreams Come True〉。該團在2013年初便宣告解散，但愛克貝思在年中公佈澤井將以FAKY的其中一位主音身份再次出道。而FAKY也在同年7月29日隨其首張單曲〈Better Without You〉一起亮相。
除了隨團演出外，澤井亦有發展個人活動。2015年10月，她在艾略特·亞明的〈凱蒂〉（Katy）的音樂錄影帶中擔當女主角，並在2017年4月26日與樂團成員Akina一起搭配演唱YAMATO的出道單曲〈Shining〉。同年下旬，澤井為時裝模擬遊戲《淑女風範4 星光設計師》的「黑天使」（Angélique Noir）一角獻聲，並為該作主題曲〈Girls Be Ambitious〉的主唱。她在2018年重返演藝界，於富士電視台的成長懸疑電視劇《藍與我》中出演兩集的配角。此外，澤井也參演了由竹中楓子執導的限定舞台劇《The Book》。
澤井在2018年11月16日宣佈以專注在演員事業上為由退出FAKY，她在隔月20日於LIQUIDROOM舉行的其中一場「fo(u)r」巡演中正式畢業。

### 在好萊塢取得突破（2019–2023）

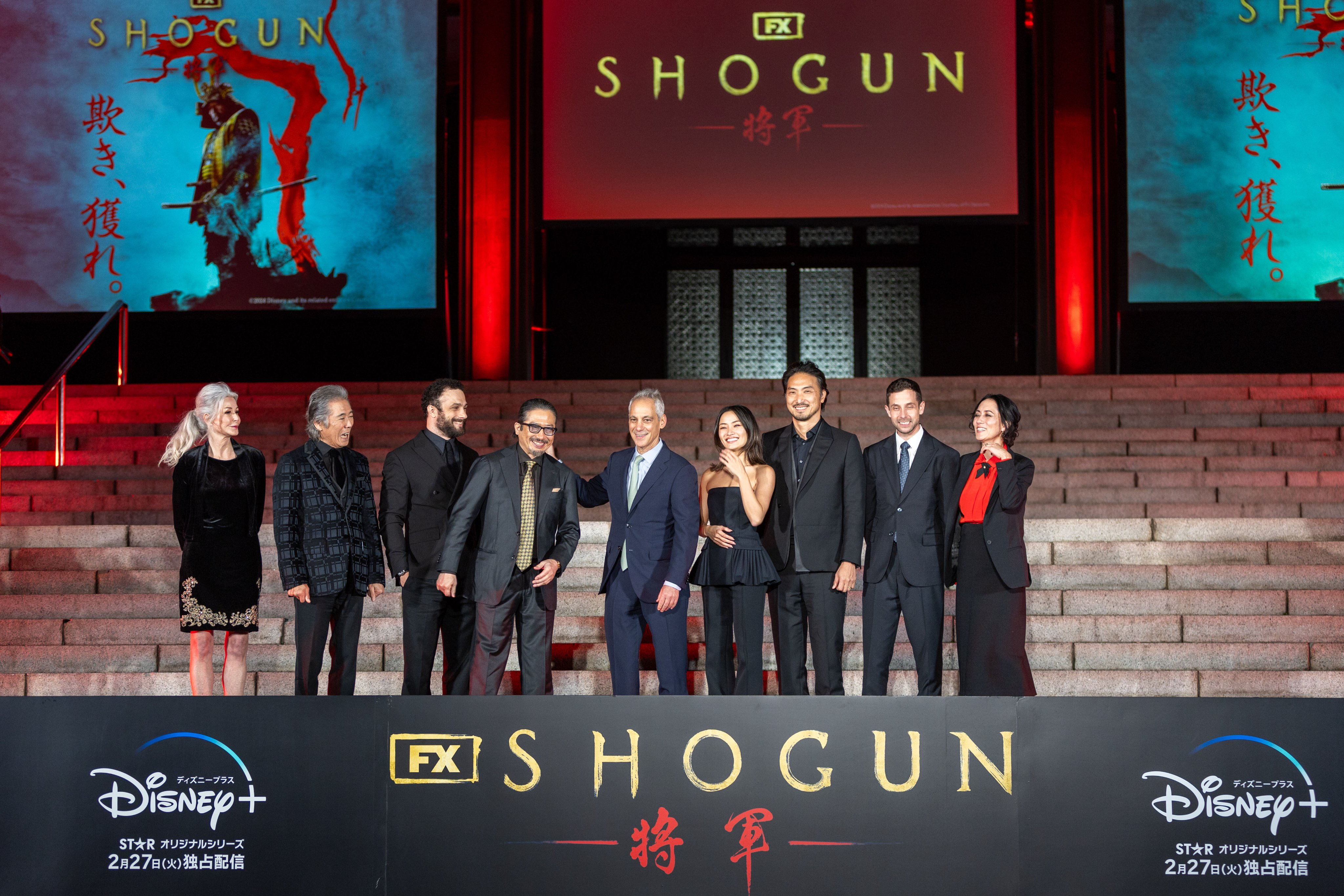
澤井杏奈（右四）與眾演員和幕後在東京都港區增上寺的《幕府將軍》首映禮上

在2019年的英國犯罪懸疑劇《義理/恥》中，澤井杏奈飾演極道頭目的女兒福原榮子。該劇在10月於BBC二台首映後獲得廣泛好評。她在同年加入《玩命關頭9》的演員陣容，出演韓哥的養女艾兒（Elle），並在宣布選角後，澤井與奋进公司簽約。儘管在上映後收獲褒貶不一的評價，《玩命關頭9》仍於疫情期間創下多項票房紀錄，在全球收獲近7.26億美元票房。
澤井自2002年起在Apple TV+根據李珉真的小說《柏青哥》改編而成的同名影集中飾演常規角色直美，直美為該劇的原創角色。《柏青哥》在2022年3月25日上線，隨即好評如潮，導致蘋果公司在一個月之後便續訂第二季。澤井亦隨眾演員班底一起獲得獨立精神獎最佳新有腳本系列整體演出獎。2022年6月。她領銜主演衍生自2014年《哥斯拉》電影的传奇影业怪獸宇宙迷你劇《君主計畫：神祕組織與怪獸之謎》，扮演女主角凱特·蘭達（Cate Randa）。該劇在2023年11月17日於Apple TV+上首映，獲得大致正面的評價。

#### 幕府將軍（2024）
2021年9月，改編自詹姆斯·克萊維爾小說《幕府將軍》的FX同名迷你劇選定澤井杏奈擔當女主角戶田鞠子/瑪莉亞夫人（Lady Maria）。該時代劇在2024年2月首映後有口皆碑，評論家們猶其讚賞澤井的演出，其中《紐約時報》的麥克·海爾（Mike Hale）認為她飾演的鞠子極具魅力，又令人敬佩不已；《娱乐周刊》的克莉絲汀·鮑德溫（Kristen Baldwin）讚揚其以「堅定的力量和意志，且更適合現代觀眾」的方式，重塑1980年版本電視劇中出現的同一角色。《荷里活報道》的丹尼爾·費恩伯格（Daniel Feinberg）視此次表現為該演員的職涯成就，並表示：「多年來澤井一直充當綠葉，以小心翼翼的態度，在明星的康莊大道上穩步前行…但她的機會終於來了。這名女性實際上已化身成鞠子，一脆弱、搖曳的靈魂與潛潛等等的狠角色」。
在第76届黄金时段艾美奖中，澤井憑著其在《幕府將軍》的出色演技榮獲最佳劇情類影集女主角，使她成為首位贏得黃金時段艾美獎的日本女演員，也是首位在黃金時段艾美獎演員類獎項奏凱的亞裔女性。其後在第82届金球奖中，澤井同樣因戶田鞠子一角獲劇情類劇集最佳女主角，為繼島田陽子後史上第二位在該獎封后的日本女演員。有趣的是，島田正是憑著1980年版本《幕府將軍》的同一角色奪得劇情類劇集最佳女主。
因著劇集的成功，澤井在2024年獲列進《時代》的次世代百大人物中，提名者為《幕府將軍》製作人兼主角吉井虎永的扮演者真田廣之。

## 演出作品
| † | 尚未上映的作品 |

### 電影
| 年份 | 標題          | 角色 | 來源          |
| ---- | ------------- | ---- | ------------- |
| 2009 | 《忍者刺客》  | 霧子 | [ 20 ]        |
| 2021 | 《玩命關頭9》 | 艾兒 | [ 36 ] [ 19 ] |

### 電視劇
| 年份      | 標題                             | 角色         | 註釋           | 來源               |
| --------- | -------------------------------- | ------------ | -------------- | ------------------ |
| 2007      | 《愛之歌》                       | 奈津         | 1集            | [ 63 ] [ 18 ]      |
| 2018      | 《藍與我》                       | 車站的吹哨者 | 2集            | [ 1 ] [ 2 ] [ 30 ] |
| 2019      | 《義理/恥》                      | 福原榮子     | 主要角色，6集  | [ 34 ]             |
| 2022–現在 | 《柏青哥》                       | 直美         | 主要角色，6集  | [ 44 ]             |
| 2023–現在 | 《君主計畫：神祕組織與怪獸之謎》 | 凱特·蘭達    | 主要角色，10集 | [ 53 ]             |
| 2024      | 《幕府將軍》                     | 戶田鞠子     | 主要角色，10集 | [ 50 ]             |

### 音樂影片
| 年份 | 標題     | 主唱        | 來源   |
| ---- | -------- | ----------- | ------ |
| 2015 | 〈凱蒂〉 | 艾略特·亞明 | [ 26 ] |

### 電子遊戲
| 年份 | 標題                     | 角色   | 註釋                 | 來源   |
| ---- | ------------------------ | ------ | -------------------- | ------ |
| 2017 | 《淑女風範4 星光設計師》 | 黑天使 | 同時為該作歐美版配音 | [ 28 ] |

### 舞台劇
| 年份 | 標題         | 角色 | 場館                        | 來源          |
| ---- | ------------ | ---- | --------------------------- | ------------- |
| 2004 | 《安妮》     | 安妮 | 日本東京都澀谷區青山劇場    | [ 14 ] [ 15 ] |
| 2018 | 《The Book》 | 舞者 | 日本東京都豐島區Owlspot劇場 | [ 31 ]        |

## 音樂作品
- Make My Dreams Come True / ARA（日语：ARA (音楽グループ)）（2012年）
- Shining / YAMATO（日语：Yamato） feat. Anna & AKINA（日语：AKINA (1999年生の歌手)） (from FAKY)（2015年10月29日）[64]
- My Revolution（日语：My Revolution） / FEMM（日语：FEMM） feat. Akina, Anna & Mikako（日语：Mikako） (from FAKY)（80s / 90s J-POP REVIVAL、2017年10月18日）[65]
- Girls be ambitious /  CV: Anna (from FAKY)（淑女風範4 星光設計師（日语：Girls Mode 4 スター☆スタイリスト） Vocal Collection、2017年12月20日）[66]
- Fight for Your Style / Angélique Noir CV: Anna (from FAKY) （淑女風範4 星光設計師 英語版 Vocal Collection、未發售）

## 獲得獎項與提名
| 獎項             | 年份 | 類別                     | 提名項       | 結果 | 來源   |
| ---------------- | ---- | ------------------------ | ------------ | ---- | ------ |
| 佩納德普拉塔獎   | 2022 | 劇情類影集最佳整體演出   | 《柏青哥》   | 提名 | [ 67 ] |
| 獨立精神獎       | 2023 | 最佳新有腳本系列整體演出 | 《柏青哥》   | 獲獎 | [ 49 ] |
| 哥譚電視獎       | 2024 | 傑出有限影集主演         | 《幕府將軍》 | 提名 | [ 68 ] |
| 電視評論家協會獎 | 2024 | 個人劇集類成就           | 《幕府將軍》 | 獲獎 | [ 69 ] |
| 阿斯特拉獎       | 2024 | 串流劇情類影集最佳女主角 | 《幕府將軍》 | 獲獎 | [ 70 ] |
| 黃金時段艾美獎   | 2024 | 最佳劇情類影集女主角     | 《幕府將軍》 | 獲獎 | [ 71 ] |
| 金球獎           | 2025 | 劇情類劇集最佳女主角     | 《幕府將軍》 | 獲獎 | [ 61 ] |